# Черкезија
Черкезија, позната и као Зихија, је била држава и историјски регион у Северном Кавказу, дуж североисточне обале Црног мора. Освојена је и окупирана од стране Русије током руско-черкеског рата (1763–1864), након чега је 90% черкеског народа било прогнано из региона или масакрирано у геноциду над Черкезом.
У средњем веку, Черкезијом је номинално владао изабрани велики принц, међутим, појединачне кнежевине и племена су била веома аутономна. У 18-19 веку почела је да се формира централна власт. Черкези су такође доминирали севером реке Кубан у раном средњем веку и антици, али су налетима Монголског царства, Златне Хорде и Кримског каната гурнути јужно од Кубана, а њихове смањене границе су се протезале од полуострва Тамана до Северне Осетије. Током средњег века, черкески господари су покорили и претворили у вазале суседне Карачајеце, Балкарце и Осетине. Термин Черкезија се такође користи као збирни назив черкеских држава основаних на територији Черкезије, као што је Зихија.
Београдским миром из 1739. између Аустрије и Турске предвиђено је признање независности Источне Черкезије (Кабарде). И Руска Империја и Османско царство су га признале, а тада су велике силе биле сведоци споразума. Бечки конгрес одржан у периоду између 1814. и 1815. такође је предвидео признавање независности Черкезије. Године 1837. черкеске вође су послале писма европским земљама тражећи правно признање. Након тога, Уједињено Краљевство је признало Черкезију. Међутим, током руско-черкеског рата, Руска империја није признала Черкезију као независну регију и третирала је као руску земљу под побуњеничком окупацијом, упркос томе што није имала контролу или власништво. Руски генерали су Черкезе називали не њиховим етничким именом, већ „планинцима“, „бандитима“ и „планинским олошем“.
Иако је Черкезија првобитна домовина Черкеза, данас већина Черкеза живи у егзилу, након геноцида над Черкезима.

## Национална религија
Черкезија је постепено пролазила кроз следеће различите религије: паганизам, хришћанство, а потом и ислам.

## Черкески национализам
Под руском и совјетском влашћу промовисане су етничке и племенске поделе између Черкеза, што је резултирало употребом неколико различитих статистичких назива за различите делове черкеског народа (Адиги, Черкези, Кабардинци, Шапсуги). Сходно томе, развио се черкески национализам. Черкески национализам одражава жељу међу Черкезима широм света да сачувају своју културу и спасу свој језик од изумирања, постигну пуно међународно признање геноцида над Черкезима, глобално оживе Адигхе Хабзе међу Черкезима, да се врате у своју домовину Черкезију, и на крају поново успоставе независну черкеску државу.